# بيل لانج
بيل لانج (بالإنجليزية: Bill Lang)‏ مواليد 6 يوليو 1882 في ملبورن - الوفاة 3 سبتمبر 1952، كان ملاكم محترف أسترالي صنّف ضمن فئة الوزن الثقيل.

## إحصائيات
خاض خلال مسيرته 44 نزالا، فاز في 27 وتعادل في 1 وخسر في 15. فاز بالضربة القاضية في 21 نزالا.

## روابط خارجية
- بيل لانج على موقع بوكس ريك (الإنجليزية) (registration required)
- بيل لانج على موقع AustralianFootball.com (الإنجليزية)
- بيل لانج على موقع AFLtables.com (الإنجليزية)